# Hypercompe heterogena
Hypercompe heterogena är en fjärilsart som beskrevs av Charles Oberthür 1881. Hypercompe heterogena ingår i släktet Hypercompe och familjen björnspinnare. Inga underarter finns listade i Catalogue of Life.